# 女王燈
觀賞水族市場流通的女王燈的可能性物種，其鑑定涉及學名：
- Oryzias javanicus，爪哇青鱂、爪哇稻田魚
  - 尾鰭上下邊緣和尾鰭末邊緣都會呈現出黃色。
  - 與新加坡黃尾稻田魚（Oryzias sp. singapore）極度近似，且新加坡黃尾稻田魚的分布地新加坡恰巧只與爪哇青鱂的分布地上有重疊，很難說是否為不同的物種。
  - 外觀基本上和爪哇青鱂及新加坡黃尾稻田魚沒什太大差異，稱為緬甸黃翅稻田魚 （Oryzias sp. burmanicus）的奇怪無效學名的物種，估計可能就是不知從哪來的水族貿易市場上隨便將爪哇青鱂改個學名拿出來販售罷了，緬甸並沒有爪哇青鱂的分布紀錄。
  - 可能水族市面上常看到的女王燈指的並非本種，但本種的學名已經被許多地方認為是水族市面上流通的女王燈。

- Oryzias dancena，恆河青鱂、印度稻田魚、恆河稻田魚
  - 尾鰭邊緣大都是白色或是沒有顏色。
  - 有黑色背線。
  - 最大的可能是市面上流通的女王燈的真正學名，又稱為印度女王燈。

- Oryzias carnaticus，肉色青鱂、斑點稻田魚
  - 也常被認為可能是水族市面上的女王燈的學名。
  - 尾鰭上下邊緣和尾鰭末邊緣都會呈現出黃色[2]。
  - 水族市面上常看到的女王燈可能也並不是本種。

#### 其他同屬近親關聯物種
- Oryzias melastigma，黑點青鱂、黑點稻田魚、斯里蘭卡稻田魚
  - 因為遺失模式標本，所指為何無法被確認，所以直到現在還是被絕大部分科學家認為是恆河青鱂的同義詞。
  - 黑點青鱂的分布地基本上與恆河青鱂的分布地全都是有重疊的。